# Lago Sante
O lago Sante ou também lago Santé é um lago localizado na província de Alberta, no Canadá. Este lago está localizado entre o lago Poitras e o lago Brosseau. As cidades e vilas mais próximas são Brosseau e Duvernay a sudoeste, Lafond e Saint-Paul, a nordeste.